# إيملي ولز
إيملي ولز (بالإنجليزية: Emily Wells)‏ هي عازفة كمان أمريكية، ولدت في 1981 في أماريلو في الولايات المتحدة.

## وصلات خارجية
- الموقع الرسمي
- إيملي ولز على موقع ميوزك برينز (الإنجليزية)
- إيملي ولز على موقع أول ميوزيك (الإنجليزية)
- إيملي ولز على موقع ديسكوغز (الإنجليزية)